# Kaiser-Wilhelm-Eiche (Byttna)

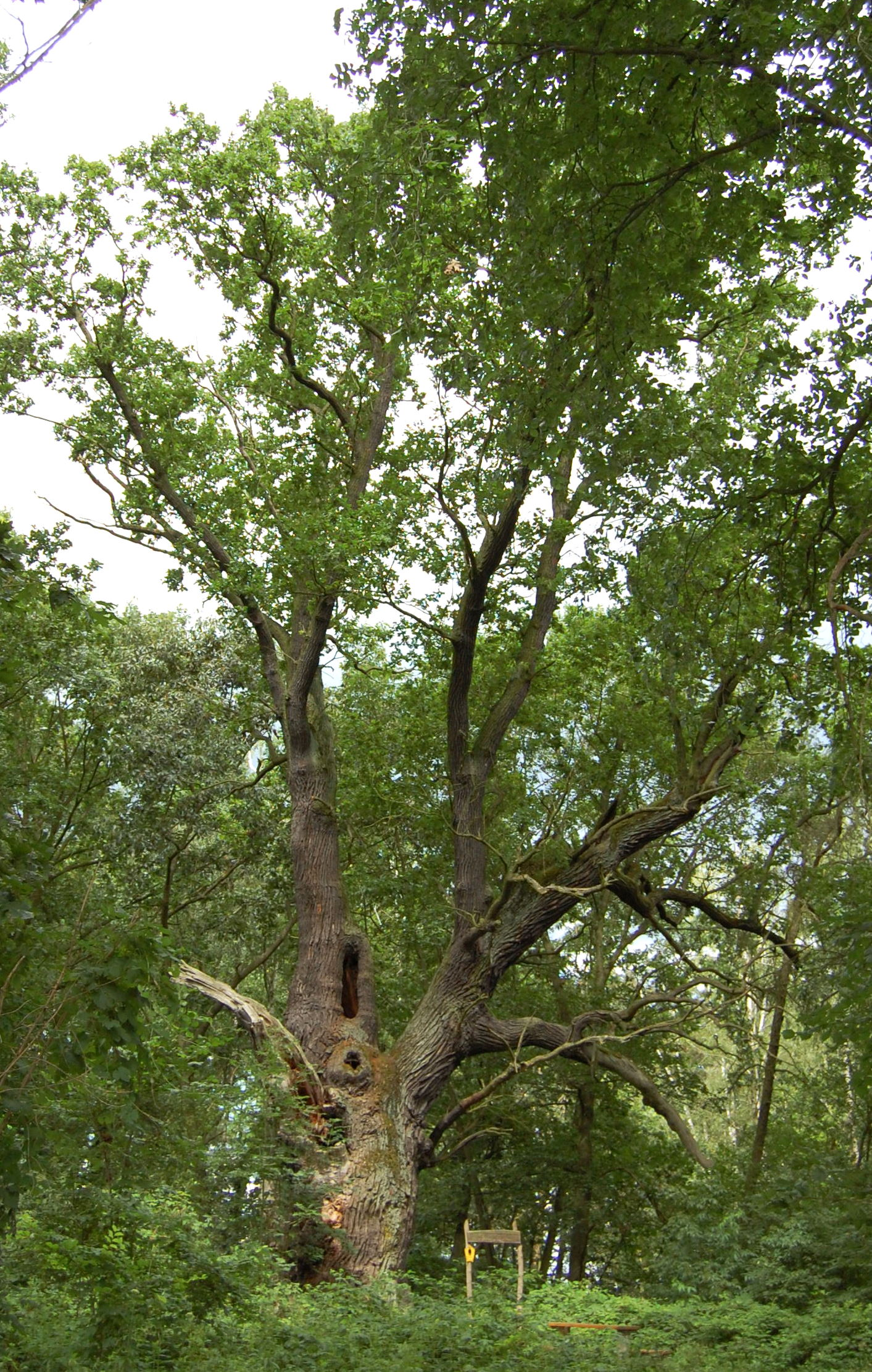
Kaiser-Wilhelm-Eiche

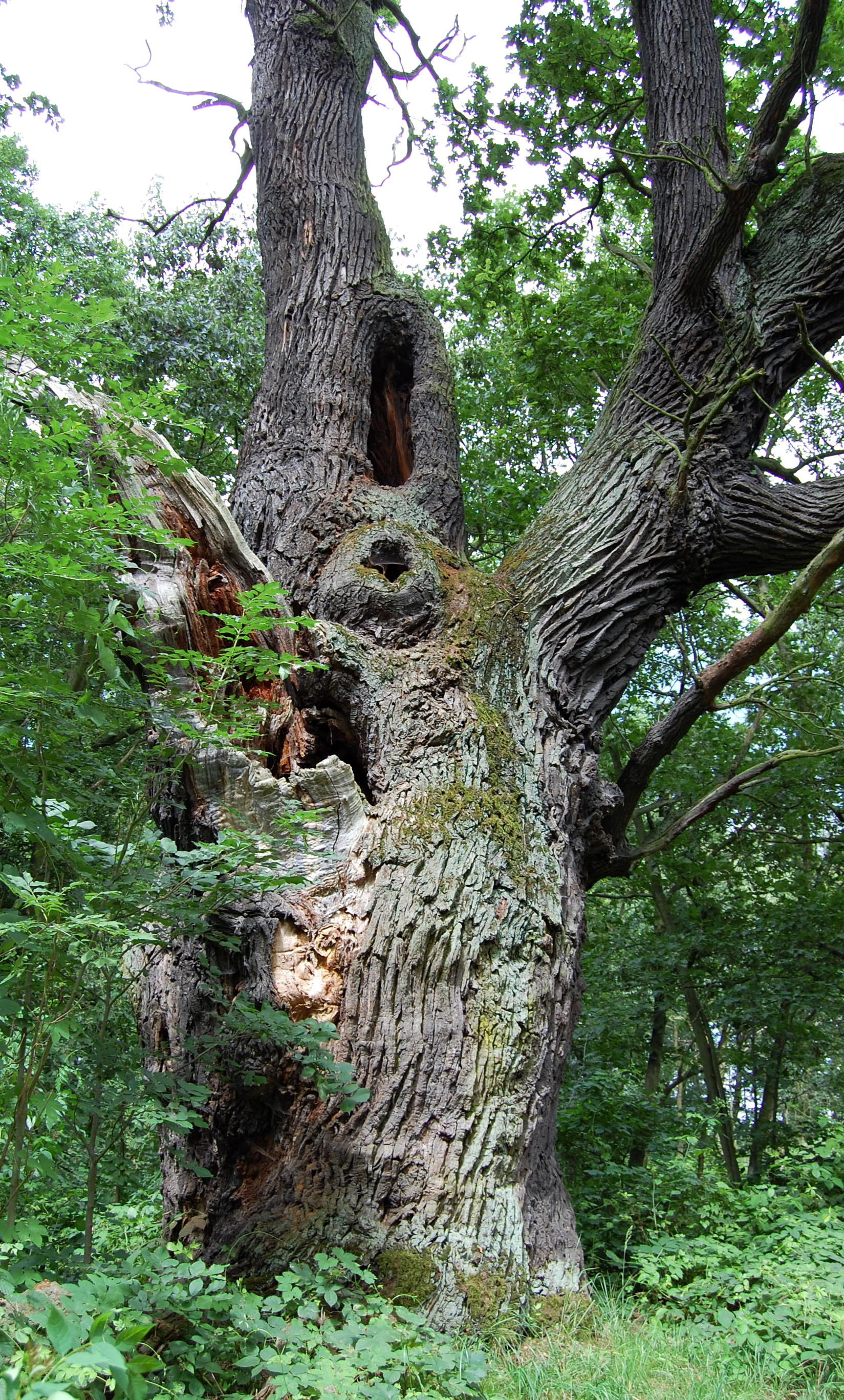
Stamm der Kaiser-Wilhelm-Eiche

Die Kaiser-Wilhelm-Eiche ist eine alte, zum Naturdenkmal erklärte Stieleiche im Byttnahain südöstlich von Straupitz.
Die Eiche gehört wie mehrere große Eichen in der näheren Umgebung zu einem alten Hudewald und ist mehrere Jahrhunderte alt. Nach einem vor der Eiche aufgestellten Schild hat sie einen Umfang von 7,60 Meter und eine Höhe von 29 Metern. Andere Quellen nennen einen Umfang von 8,20 Metern oder 7,50 Meter.
Der an einem Wanderweg stehende Baum wurde zu Ehren des deutschen Kaisers Wilhelm I. benannt. Sie zählt zu den sogenannten Kaisereichen.